# Archoplites
Archoplites is een geslacht van zoetwatervissen met één soort: Archoplites interruptus (Gill, 1861).

De vissoort hoort tot de familie van de zonnebaarzen (Centrarchidae) en de orde Perciformes. 

## Kenmerken
Het is een forse vis (gemiddeld 30 cm lang, maximaal 73 cm en ca. 8 kg) 

## Verspreiding en leefgebied
Deze vissoort komt wijd verspreid voor in zoet water in westelijk Noord-Amerika. Het was oorspronkelijk een vis uit een paar stroomgebieden van rivieren in Californië zoals de Sacramento (rivier) en de San Joaquin (rivier). Vandaar de Amerikaanse naam Sacramentobaars. De vis is in een veel groter gebied in westelijk Noord-Amerika uitgezet. De vis houdt zich bij voorkeur op in kleine, met waterplanten begroeide wateren met een modderbodem.

## Naamgeving
Archoplites interruptus werd in 1861 beschreven in het geslacht Centrarchus, maar is later afgesplitst en kreeg de geslachtsnaam Archoplites, een naam die is afgeleid van het Oudgriekse ἀρχός (heerser) en ὁπλίτης (schilddragend).